# Третий рейх (мистика)
Тре́тий рейх (нем. Drittes Reich) — мистическое царство красоты и гармонии, учение о котором, вслед за средневековыми христианскими мистиками и популяризовавшим их Артуром Мёллером ван ден Бруком, было использовано руководством Национал-социалистической немецкой рабочей партии в качестве одного из устоев «нового порядка».
После прихода Гитлера к власти название на время закрепилось за нацистской Германией и даже фигурировало в дипломатической переписке. Третий рейх был одним из мифов, внедрявшихся в сознание населения формировавшегося Германского рейха; он должен был придать уверенность, что люди живут в «Земле обетованной».

## Зарождение и укрепление концепции
В изданной в 1923 году книге Третий рейх Мёллера ван де Брука Третьему рейху отводилось место вслед за первым рейхом (Священная римская империя, 962—1806) и вторым (Германская империя, 1871—1918). Ситуация, в которой оказались жители Германии в 1923 году (громадная инфляция, безработица) была тяжелейшей. Мистически настроенный автор передаёт свою ностальгию по «старым добрым временам» читателям, одним из которых оказался Адольф Гитлер. Впоследствии книга расходилась большими тиражами, и термин «третий рейх» получил известность.
В результате концепция Мёллера ван де Брука пополнила нацистскую мифологию, а название «третий рейх» вплоть до 1939 года активно употреблялось в Германии. В 1939 году оно было выведено из обращения в связи с нежелательными отсылками к монархическому прошлому первого и второго рейхов.

## Мистические трактовки Третьего рейха
Третий рейх нередко называют «Тысячелетним рейхом» (нем. Tausendjähriges Reich). Это название вошло в употребление после выступления Гитлера на партийном съезде в Нюрнберге в сентябре 1934 года. «Тысячелетний рейх» Гитлера перекликается с христианским мистицизмом. В частности, тысячелетнее царство упоминается в Откровении Иоанна Богослова:

И увидел я Ангела, сходящего с неба, который имел ключ от бездны и большую цепь в руке своей. Он взял дракона, змия древнего, который есть диавол и сатана, и сковал его на тысячу лет. И низверг его в бездну, и заключил его, и положил над ним печать, дабы не прельщал уже народы, доколе не окончится тысяча лет; после же сего ему должно быть освобожденным на малое время.
— Откр. 20:1—6
На толковании этого отрывка основано христианское учение хилиазм. Одним из его ярких представителей был живший в XII веке монах Иоахим Флорский, который разработал учение о трёх царствах: ветхозаветном Царстве Бога Отца, современном Царстве Бога Сына и грядущем идеальном Царстве Святого Духа. Царство Святого Духа должно было стать тысячелетним царством.
Эта идея Иоахима Флорского дожила до Нового времени, сыграв существенную роль, в частности, во время Реформации. Идея Мёллера ван ден Брука включала эти мистические коннотации о Третьем Царстве как высшей и завершающей точке человеческой истории. Мёллер ван ден Брук писал: «Идея Третьего рейха есть идея мировоззренческая, выходящая за рамки действительности. Не случайно все представления, возникающие в связи с этим понятием, в связи с самим названием „Третий рейх“… на редкость туманны, полны чувства, неуловимы и абсолютно потусторонни». Нацистский редактор одного из изданий книги Мёллера ван ден Брука, Ханс Шварц, указывает в свою очередь, что «для всех людей, пребывающих в постоянных исканиях, Третий рейх обладает легендарной силой».
Третий рейх в концепции Мёллера ван ден Брука представляет собой кульминацию «младоконсервативной революции», утопическое царство всеобщей красоты и гармонии, с сакральным центром мира и храмом для обожествлённой нации, противостоящее современной либерально-индустриальной цивилизации. При этом Священная Римская империя мыслилась как тезис, империя Бисмарка — как антитезис, а Третий рейх — как синтез. Грядущий Третий рейх должен взять всё лучшее у своих предшественников, а также в идеалах революционеров-социалистов и консерваторов-националистов на основе консервативных национальных ценностей примирить существующие в Веймарской Германии антагонизмы. Существует мнение, что на эту концепцию Мёллера ван ден Брука, кроме идей Иоахима Флорского, оказала влияние также славянофильская концепция «Третьего Рима», как она изложена у Фёдора Достоевского, с творчеством которого Мёллер ван ден Брук был хорошо знаком. Мёллер ван ден Брук также указывал на необходимость для германской нации внешней экспансии.